# دبوس مزدوج السن

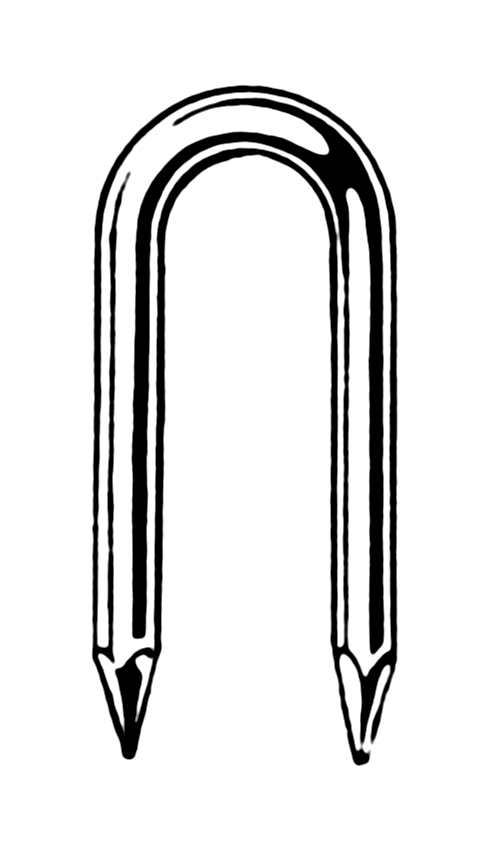
دبوس مزدوج السن (من خلاله طُوِّرَ مثبت الورق)

التدبيسة أو الرَّزَّة أو الدَبُّوس مُزْدَوِج السِّن هو نوع من أدوات التثبيت ذات الشقين، وعادة ما تكون معدنية، وتستخدم لربط المواد معًا. يمكن استخدام الدبابيس مزدوجة السن الكبيرة مع مطرقة أو الدباسات الكهربائية لأعمال البناء والتسقيف والصناديق المموجة (Corrugated boxes) وغيرها من الاستخدامات الشاقة. تُستخدم دبابيس أصغر مع دباسة لربط الأوراق معًا؛ هذه الدبابيس هي أداة تثبيت دائمة للوثائق الورقية أكثر من مشبك الورق.

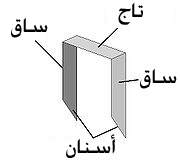
رسم بياني لتدبيسة الدباسة الشائع
استخدام الدبوس مزدوج السن